# Liste der Naturdenkmäler in Altenbeken
Die Liste der Naturdenkmäler in Altenbeken führt die Naturdenkmäler der Stadt Altenbeken auf.
| Nr.       | Bezeichnung                         | Lage                    | Beschreibung, Bemerkungen | Bild |
| --------- | ----------------------------------- | ----------------------- | ------------------------- | ---- |
| 06 2.3.2  | Steinbruch nordwestlich Altenbeken  | Altenbeken              |                           |      |
| AB 01 I   | Linde auf dem alten Friedhof        | Altenbeken              |                           |      |
| AB 03 I   | 2 Linden am Tennisplatz             | Altenbeken              |                           |      |
| AB 02 I   | Blutbuche und Linde an der Kirche   | Altenbeken Kirchplatz ⊙ |                           |      |
| AB 04 I   | Eiche am Tennisplatz                | Altenbeken              |                           |      |
| 06 2.3.1  | Buchen Lindbrock                    | Altenbeken              |                           |      |
| 06 2.3.3  | Linde Am Hammer                     | Altenbeken Am Hammer⊙   |                           |      |
| 06 2.3.4  | 2 Eichen westlich Altenbeken        | Altenbeken              |                           |      |
| 06 2.3.5  | Feldahorn südlich Buke              | Buke                    |                           |      |
| 06 2.3.6  | 3 Linden nördlich B64               | Buke⊙                   |                           |      |
| 06 2.3.11 | Steinbruch südwestlich Schwaney     | Schwaney⊙               |                           |      |
| 06 2.3.10 | Erdfall Steinkuhle                  | Schwaney                |                           |      |
| AB 06 I   | Kastanie an der Brückenstraße       | Schwaney                |                           |      |
| AB 07 I   | 2 Linden und 1 Kastanie am Friedhof | Schwaney                |                           |      |
| 06 2.3.7  | Zwei Hainbuchen an der Salenkruke   | Schwaney ⊙              |                           |      |
| 06 2.3.8  | Hainbuche an der Salenkruke         | Schwaney ⊙              |                           |      |
| 06 2.3.9  | Linde westlich Schwaney             | Schwaney Ellerweg ⊙     |                           |      |